# Fabrizio Fabbri
Fabrizio Fabbri   (Agliana, 28 de setembre de 1948 - Pisa, 3 de juny de 2019) va ser un dirigent esportiu i exciclista italià. Fou professional entre 1970 i 1979, sent gregari, entre d'altres de Felice Gimondi i Francesco Moser. En el seu palmarès destaquen 3 etapes al Giro d'Itàlia. En retirar-se com a ciclista passà a desenvolupar tasques de director esportiu de diferents equips ciclistes professionals i amateurs.

## Palmarès
- 1966 (amateur)
  - 1r al Trofeo Matteotti - Marcialla
  - 1r al Gran Premi Ciutat de Pistoia
- 1969 (amateur)
  - 1r al Gran Premi Ciutat de Cerretto Guidi
  - 1r al Campionat toscà
- 1971
  - 1r al Gran Premi Industria de Belmonte Piceno
  - 1r a la Roma-Tarquinia
- 1972
  - Vencedor d'una etapa al Giro d'Itàlia
- 1973
  - 1r al Gran Premi de la Indústria i el Comerç de Prato
  - Vencedor d'una etapa a la Volta a Suïssa
- 1974
  - 1r al Gran Premi de la Indústria i el Comerç de Prato
  - 1r al Giro de la Pulla
- 1975
  - 1r al Giro dels Apenins
  - 1r a les Tres Valls Varesines
  - Vencedor d'una etapa al Giro d'Itàlia
- 1976
  - Vencedor d'una etapa al Giro d'Itàlia

### Resultats al Giro d'Itàlia
- 1970. 63è de la classificació general
- 1971. 28è de la classificació general
- 1972. 34è de la classificació general
- 1973. 39è de la classificació general
- 1974. 43è de la classificació general
- 1975. 12è de la classificació general
- 1976. 13è de la classificació general
- 1977. 49è de la classificació general
- 1978. 26è de la classificació general

### Resultats al Tour de França
- 1975. 33è de la classificació general

### Resultats a la Volta a Espanya
- 1972. Abandona (15a etapa)
- 1977. 45è de la classificació general